# Piratisca minax
Piratisca minax là một loài bướm đêm trong họ Noctuidae.